# 恋するカモ
『恋するカモ』(こいするかも)は、日本の音楽ユニットGirls2の1枚目のオリジナルミニ・アルバム。2019年10月30日にSony Music Associated Recordsから発売。

## 概要
【CD＋DVD】(初回生産限定盤)、【CD】(通常盤)の2形態で発売。
テレビ東京系日曜朝9時放送のガールズ×戦士シリーズから派生したユニットから選抜されたメンバーによって結成された「Girls2」として1枚目のミニアルバムであり、新メンバー「石井蘭」が加入して9名体制になって初めてのリリースとなる。
2019年7月7日・7月20日、テレビ東京系のドラマ「ひみつ×戦士 ファントミラージュ!」の主題歌となっている「恋するカモ」が先行配信されること、ミニアルバムを発売することを発表、同年9月27日ジャケット写真と収録内容が発表。2019年10月11日、リード曲「恋するカモ」のミュージックビデオが公開、同年10月18日から3週連続でミニアルバム収録曲のダンスビデオを公開。
同アルバムは、オリコン週間アルバムランキング6位(2019年11月11日付)、Billboard Japan Hot Albums 7位(2019年11月6日公開)を獲得。
ガールズ×戦士シリーズの後作品ビッ友×戦士 キラメキパワーズ!でキラパワスノー/青羽コユキを演じさらにはGirls²の後輩ガールズパフォーマンス･グループLucky²のメンバーとなった､佐藤栞奈もMVでダンサー出演した｡

## 収録曲

### 【CD＋DVD】(初回生産限定盤)
CD
1. 恋するカモ
  - 作詞・作曲:ペンギンス、sorato、伽羅奢
  - テレビ東京系「ひみつ×戦士 ファントミラージュ!」オープニングテーマ[4]
2. Give Me ♥（）
  - 作詞・作曲:ペンギンス、sorato、伽羅奢
3. ハッピーメリクリ!
  - 作詞：作曲:岡田悟志
4. 学校行っちゃお
  - 作詞・作曲:NOVECHIKA、山本匠
5. 恋するカモ - mirage² ver. -
  - 作詞・作曲:ペンギンス、sorato、伽羅奢

DVD
1. 恋するカモ - ミュージックビデオ -
2. 恋するカモ - ダンスパフォーマンスビデオ -
3. 恋するカモ - ドラマオープニングノンクレジットver. -
4. GIVE ME ♥（） - ダンスプラクティスビデオ -
5. ハッピーメリクリ!- ダンスプラクティスビデオ -

### 【CD】(通常盤)
1. 恋するカモ
2. Give Me ♥（）
3. ハッピーメリクリ!
4. 学校行っちゃお
5. 恋するカモ - mirage² ver. -
6. 恋するカモ (カラオケ)
7. GIVE ME ♥（） (カラオケ)
8. ハッピーメリクリ! (カラオケ)
9. 学校行っちゃお (カラオケ)